# Casa Alleon
Casa Alleon este o casă, monument istoric, aflată pe teritoriul municipiului Constanța.
Casa a fost construită pentru bancherul Jean Gérard Amédée Alleon, un francez bogat și nobil, evreu sefard de origine. Proiectul clădirii a fost realizat de arhitectul grec Pelopidas D. Couppa, adus special de la Constantinopol în anul 1881.
Clădirea este caracterizată printr-un stil eclectic în care sunt îmbinate elemente victoriene și gotice de tip venețian. Are demisol, mezanin, etaj și este parțial mansardată. Cele două fațade principale ale sale sunt formate din două părți distincte, cea dinspre Aleea V. Canarache are în partea stângă un balcon pe colț - stil venețian – în timp ce, în cealaltă parte se află o mansardă cu fronton.